# Domenico Angelo Scotti
Domenico Angelo Scotti (Pollutri, 8 febbraio 1942) è un vescovo cattolico italiano, dal 5 giugno 2017 vescovo emerito di Trivento.

## Biografia
Nasce a Pollutri, in provincia di Chieti e allora nella diocesi di Vasto, l'8 febbraio 1942.

### Formazione e ministero sacerdotale
Il 25 giugno 1967 è ordinato presbitero per l'arcidiocesi di Chieti.
Già padre spirituale del Seminario Arcivescovile di Chieti e, dal 1978 al 1993, padre spirituale del Pontificio Seminario Regionale S. Pio X, nel 1996 la Conferenza Episcopale dell'Abruzzo e Molise lo nomina rettore del medesimo seminario, ufficio che ricopre fino al giugno 2005. Nell'aprile dello stesso anno è nominato vicario generale dell'arcidiocesi di Chieti-Vasto.

### Ministero episcopale
Il 17 ottobre 2005 papa Benedetto XVI lo nomina vescovo di Trivento; succede ad Antonio Santucci, dimessosi per raggiunti limiti di età. L'8 dicembre seguente riceve l'ordinazione episcopale, nella cattedrale di San Giustino a Chieti, dall'arcivescovo Bruno Forte, co-consacranti l'arcivescovo Paolo Romeo e il vescovo Antonio Santucci. Il 18 dicembre prende possesso della diocesi.
Il 5 giugno 2017 papa Francesco accoglie la rinuncia, presentata per raggiunti limiti di età;  gli succede Claudio Palumbo, fino ad allora vicario generale di Isernia-Venafro. Rimane amministratore apostolico della diocesi fino all'ingresso del successore, avvenuto il 23 settembre successivo.

## Genealogia episcopale
La genealogia episcopale è:
- Cardinale Scipione Rebiba
- Cardinale Giulio Antonio Santori
- Cardinale Girolamo Bernerio, O.P.
- Arcivescovo Galeazzo Sanvitale
- Cardinale Ludovico Ludovisi
- Cardinale Luigi Caetani
- Cardinale Ulderico Carpegna
- Cardinale Paluzzo Paluzzi Altieri degli Albertoni
- Papa Benedetto XIII
- Papa Benedetto XIV
- Papa Clemente XIII
- Cardinale Bernardino Giraud
- Cardinale Alessandro Mattei
- Cardinale Pietro Francesco Galleffi
- Cardinale Giacomo Filippo Fransoni
- Cardinale Antonio Saverio De Luca
- Arcivescovo Gregor Leonhard Andreas von Scherr, O.S.B.
- Arcivescovo Friedrich von Schreiber
- Arcivescovo Franz Joseph von Stein
- Arcivescovo Joseph von Schork
- Vescovo Ferdinand von Schlör
- Arcivescovo Johann Jakob von Hauck
- Vescovo Ludwig Sebastian
- Cardinale Joseph Wendel
- Arcivescovo Josef Schneider
- Vescovo Josef Stangl
- Papa Benedetto XVI
- Arcivescovo Bruno Forte
- Vescovo Domenico Angelo Scotti